# Дебељача
Дебељача (мађ.  — „Торонталско Трговиште”, Debelyacsa, Debellács) је насеље у општини Ковачица, у Јужнобанатском округу, у Србији. Према попису из 2022. било је 3727 становника.

## Историја
Дебељача се као српско насеље први пут јавља у писаним документима (Катастигу) из 1660. године. Тада су скупљајући прилоге за обнову свог манастира наишли калуђери из Пећке патријаршије. Записали су тројицу Срба приложника: Милоша, Радосава и Средка.
До средине 18. века она је представљала закупљену пустару под различитим именима: Дебелацио (латински Debelatio) Девелак, Дебељак, па Дебељачка пустара. По сликару Урошу Предићу који се бавио етимологијом, занимљиво је тумачење његовог деде по мајци Светислава Илијевића из Црепаје. Име насеља је српског порекла, а означава јаку траву звану "дебељицу" или "дебељачу", од које је њихова стока тамо на испаши лепо дебљала. Трава са тим народним именом постоји, и она се брала на Ђурђевдан пре рата у Србији, и ритуално давала овцама да више млека дају. Постоје и друга народна наивна тумачења, попут оног по којем је село добило име по "дебелом Јаши" - изведено - "дебељачи". У Дебељачи је увек било неколико породица Срба, углавном трговаца и бирташа. Тако је средином 19. века претплатника књига у Дебељачи, заиста чувени дебели Јаша, тачније трговац Јаков Стојановић звани Јаша, али било је то далеко од времена оснивања. У Дебељачи је рођен почетком 19. века Србин а руски генерал, Димитријевић, као син тамошњег трговца. Тај трговац би могао бити Јован Деметровић (изведено Димитријевић). Пошто је био без потомства остао је иза њега у Русији иметак од више милиона рубаља. Међу кандидатима за наследника је једна сестра, удата у Дебељачи, за поменутог трговца Јашу Стојановића.
Континуирани развој савременог места Дебељаче, може се интензивније пратити тек од друге половине 18. века до данас.

Укидањем Потиско-поморишке војне границе Царска комора од 1768. до 1774. године на ово место досељава Србе граничаре. По Ерлеру царском ревизору 1774. године постоји и пустара Дебељача. Након неколико година Срби напуштају ово насеље и оно од 1783. године постаје поново пустара. На дебељачкој пустари према оближњој Црепаји био је "Петков бунар", који је ископао арендатор Петко Јефтић из Томашевца. Тако фебруара 1785. предију Дебељача тражио је од граничарских власти, да узме у закуп по цени 950 ф. Јосим Субић арендатор из Орловата.
Године 1794. Царска комора овде насељава мађарско становништво из северног Потисја. По једном српском наводу, Дебељача је насеље Мађара лутерана, који су ту досељени из Веспримске жупаније. За време војне границе 1828. године, командант Дебељаче био је капетан Стеван Шупљикац, будући први и једини српски Војвода, изабран 1848. године. Када је примио команду над српским трупама кренуо је из Панчева да обиђе српске војне логоре. Свратио је и у Дебељачу, која је страдала и била у рушевинама и згаришту. Било му је жао што су Срби морали да војно покоре одметнуте дебељачке Мађаре, које је он знао и хвалио због уредности, вредноће и послушности. Тада је у центру Дебељаче изјавио: "Да сам којом срећом ја одмах од почетка био овде, не би до те пропасти дошло; мени би се људи лепим повиновали". И њега су по добром памтили његови бивши потчињени Дебељачани. Четири деценије након постанка места (1838. године) овим крајем хара колера и број становника се нагло смањује. Купац једне српске књиге 1837. године је Јован Барбуловић купац (трговац) дебељачки.  
Године 1848 након што је Стеван Книћанин предводио наоружане групе пречанских Срба којима су се придружили локални Срби и остало немађарско становништво, мађарско становништво напушта Дебељачу и одлази у своју постојбину. Напад несразмерном силом почео је у зору 09.септемра 1848. године кружном топовском ватром. Ненаоружано становништво је избегло на север  тражећи заштиту генерала Киша који је предводио мађарске снаге.За време мађарске буне 1848. године, Дебељача је одбијала да се покори и сарађује са српским покретом и активно је подржавала устанике. Зато су српске снаге предвођене Книћанином и пречанским Србима 9. септембра 1848. напалe и опљачкалe Дебељачу. Дебељача је сравњена са земљом, остале су тешко оштећени само Калвинистички храм и једна кућа у којој је Книћанин оформио свој штаб. Одмах по окончању напада почела је пљачка имовине избеглих становника Дебељаче. У историјском архиву у Панчеву чува се полицијски извештај о саслушању групе Словака из Ковачице која је ухваћена у пљачки. Након повлачења српских снага из звоника Калвинистичког храма украдена су звона. Највеће је завршило у Вишњици код Београда. Убрзо је у Вишњици избила епидемија колере па је на наговор локалног вишњичког пароха звоно враћено у звоник одакле је и украдено о трошку Вишњичана.
Након окончаних ратних сукоба, у насеље се враћа већи део мађарског становништва и са староседеоцима  формира нову етничку структуру. Од тада па до данас у Дебељачи живи највећи број Мађара, а затим су по броју заступљени Срби и остали народи. Након ратних сукоба у јесен 1849. године староседеоци се враћају и обнављају своје окућнице.У Дебељачи се оснива команда граничара Немачке банатске регименте. Почиње нагли развој места. Одуком Министарства рата од 25.07.1862. место се уздиже на ниво трговишта и добија право одржања недељне пијаце. За пијачни дан одређен је понедељак. Након 11 година 26.02.1873. Дебељача добија право одржавања годишњих великих вашара  и статус вароши. Име Дебељача се мења у Торонталвашархељ. Ово име је задржала до уласка Баната у новоформирану СХС, када поново постаје Дебељача. У 21.веку поново се уводи поред имена Дебељача и Торонталвашархељ (мађ. Torontálvásárhely) као званични мађарски назив места.
Када је укинута банатска војна граница извршено је 1873. године пребројавање становника. У Дебељачи је забележено: 80 Шваба (Немаца), 11 Срба, 10 Словака, један Чивут (Јевреј) и 3375 Мађара. Укупно је тада у месту живело 3477 душа. Почетком 20. века ово место је имало око 1400 кућа, са око 5170 становника.
Назаренска верска заједница из Швајцарске, тачније њени мисионари у Банату, ширили су свој покрет. Један од начина рада је био подизање млинова. Тако је крајем 19. века подигла у Дебељачи велики парни млин, са капацитетом од неколико десетина тона дневно. Вредност тог млина је 1923. године износила четири милиона динара. Швајцарски су се "везали" за Дебељачу, јер су ту у Банату добили три највернија и најспособнија члана - мисионара. Били су то будући назаренски "бискупи": главни - Фрања Обман "Старији", а споредни - Јанош Ковач "Старији" и Шамуел Јовер "Старији". Њима је остао млин у власништву, када су се Швајцарци вратили у своју домовину. Када је 1923. године умро главни бискуп Обман "Старији", наследио га је Фрања Обман "Млађи". Овај је избегао да плати седам година велику наследну таксу па је имао проблема са финансијском влашћу, због утаје. Дуг је 1930. године износио око 200.000 динара. Да би избегао трошак, Обман "Млађи" је продао свој главни удео у млину, једном фиктивном друштву (које је сам направио), а на уговору се потписао уместо (свог имењака) оца.
Године 1905. у Дебељачи, насељу у Торонталској жупанији било је 80 Срба. Прва књижница у Дебељачи основана је 1799. у згради школе која је деловала у оквиру Реформатске (Калвинистичке) црквене општине. Библиотека с грађанском читаоницом основана је 1876.године. Књижница је располагала са каталогом од 243 наслова у позајмном одељењу. У месту су активно деловали удружење занатлија, две кредитно-штедне банке, две циглане и парни млин. У то време Дебељача је у овом крају, својим развојем и изгледом насеља била испред других насеља Јужног Баната.
У Дебељачи постоји неколико храмова, најрепрезентативнији је Реформатски (Калвинистички) храм који је највећи Калвинистички храм у околини и пети по величини у свету. Калвинистички храм је коштао осим грађе још 21.000 ф. "у сребру". Било је Мађара калвиниста у месту половином 19. века (пре Буне) - 3046 житеља у 316 кућа.
У месту је формирана крајем 19. века Српска православна црквена општина. Купила је иста 1920. године једну кућу за парохијски дом (стан свештеника). Храм посвећен Преображењу Господњем по нацртима Виктора Турбина који је као избеглица стигао из царске Русије подигнут је 1935. године у центру места, а иконостас је осликао Рус избеглица Владимир Зелински 1936. године. Темељи храмовни су освећени 16. августа 1934. године од стране епископа банатског др Георгија Летића. Привремена православна богомоља је била смештена у згради основне школе. Током закопавања крста на место у парку, где ће се подићи храм, прочитан је текст повеље која је у темељ узидана. Након тога црепајски свештеник Богдан Новаковић је у свом говору изнео "велике сметње које су дебељачки православни грађани морали отклонити док су до овог момента могли доћи". Закуску је приредио Светозар Јовановић секретар Црквене општине Дебељача.
Општински дом је освећен 14. августа 1938, заједно са прославом стогодишњице подизања реформаторске цркве.
Најстарија православна матична књига је из 1894. године. Парохија Дебељача је богата, има парохијску земљу и расте досељавањем српског становништва, након последњих ратова. Под њом су биле 1991. године парохијске филијале: Уздин (колонија Путниково) и Ковачица. Број становника дебељачких био је 1991. године 1676 душа у око 580 домова.
Поред Реформатске и православне цркве у месту постоји и Римокатоличка црква посвећена Узнесењу Блажене Девице Марије, Адвентистичка и Назаренска богомоља као и синагога која није у функцији.
Године 1885 војни апотекар Амбрози Шандор основао је прву јавну грађанску апотеку. Апотекарска служба је постојала у Дебељачи од 1822.године и радила је као приручна апотека војних лекара који су бринули о граничарима. Амбрози продаје своју апотеку Сими Т. Јоановићу који зида репрезентативну стамбено пословну зграду на Јелисаветином тргу у коју сели своју апотеку. Сима Т. Јоановић био је врло агилан и посвећен струци. У галенској лабораторији своје апотеке развио је чак два  бренда козметичких и парфимеријских производа "Наталију" и "Симоти". Ова апотека имала је и стовариште и велепродају лекова као и производњу прехрамбених арома и есенција.У међуратном периоду,у Дебељачи је радила и апотека Сенти која је имала и своју парфимерију. У овој апотеци се проиводила чувена Филипон крема.
Фудбал у Дебељачи има дугу традицију. У месту активно делује фудбалски клуб "Спартак" основан далеке 1911. Једна од утакмица одиграна је почетком јуна 1925. године, победио је домаћи "Спартак" - "Шумадију" из Крагујевца (резерве) са резултатом 2:0. Дана 3. јула 1933. године дебељачки СК "Спарта" (спорт клуб) први пут је играо као "званичник представник фудбала у Дебељачи". До тада је клуб "Спарта" играо у Панчевачкој групи, Бечкеречког ногометног подсавеза (1932), и то са изванредним резултатима. Тог дана у Дебељачи су играли домаћи Спартак и Репрезентација (лиге) Трећег разреда Београда. Резултат је био 3:3, а играло се по великој киши и створеном блату. Екипу Спартака чинили су тада следећи фудбалери: П. Ченде, И. Керкеш, М. Лучатинец, Ш. Дослоп, Ј. Грос, Ђ. Гербе, М. Тот (2 гола дао), Ф. Хамбургер, М. Момароми и С. Бокрош (дао 1 гол). Утакмицу је судио Миливоје Кикић из Београда. Заслуге за одржавање те "историјске утакмице" припадале су вођи фудбалске секције и члану Управе - Ђули Секеу и секретару клуба Имри Ревасу.
Од старог наслеђа места и његових житеља до данашњих дана задржао се чувени дебељачки вашар, који од друге половине 19. века представља највећу манифестацију те врсте у околини. 

Поред вашара остао је и обичај "халбак". За време војне границе сваког радног дана у 07:30 (немачки halb acht изговор: халб ахт) оглашавало се средње звоно на Реформатској цркви што је био знак да се граничари окупе у храму и предају рапорт и бројно стање.
До 01.01.1965. Дебељача је била самостална општина којој су припадала и места Идвор и Сакуле. Насилним укидањем општине Дебељача њена територија је раздељена између суседних општина Опово и Ковачица.
У Дебељачи је била развијена индустрија од који треба поменути дрвно индустријски комбинат "Нови дом", фабрику обуће "Мода", млинску индустрију "Ратар", циглану "Изоп", фабрику сточне хране "Протеин" винарију земљорадничке задруге као и бројне занатске радионице. У Дебељачи је радило око 4000 радника у три смене.
- Сачувани примерак Торонталског компаса из 1880. у коме се наводи да је  Дебељача варош.
- Одлука Министарства рата од 25.07.1862. којом је гарнизонско место Дебељача добило статус трговишта.
- Објава од 26. фебруара 1873. за одржавања првог Великог вашара након што је трговиште Дебељача проглашено за варош.

## Демографија
У насељу Дебељача живи 4201 пунолетни становник, а просечна старост становништва износи 39,6 година (37,6 код мушкараца и 41,6 код жена). У насељу има 1959 домаћинстава, а просечан број чланова по домаћинству је 2,72.
Насеље важи за једно од мултинационалних, с обзиром да у њему живи више од 15 различитих националности.
|  |

| Демографија | Демографија | Демографија |
| Година      | Становника  | Становника  |
| ----------- | ----------- | ----------- |
| 1948.       | 6.143       |             |
| 1953.       | 6.433       |             |
| 1961.       | 6.789       |             |
| 1971.       | 6.413       |             |
| 1981.       | 6.413       |             |
| 1991.       | 5.734       | 5.596       |
| 2002.       | 5.325       | 5.496       |
| 2011.       | 4.910       |             |

| Етнички састав према попису из 2002.‍ | Етнички састав према попису из 2002.‍ | Етнички састав према попису из 2002.‍ | Етнички састав према попису из 2002.‍ | Етнички састав према попису из 2002.‍ |
| ------------------------------------ | ------------------------------------ | ------------------------------------ | ------------------------------------ | ------------------------------------ |
|                                      |                                      |                                      |                                      |                                      |
| Мађари                               | Мађари                               |                                      | 2.836                                | 53,25%                               |
| Срби                                 | Срби                                 |                                      | 1.735                                | 32,58%                               |
| Југословени                          | Југословени                          |                                      | 196                                  | 3,68%                                |
| Роми                                 | Роми                                 |                                      | 170                                  | 3,19%                                |
| Словаци                              | Словаци                              |                                      | 85                                   | 1,59%                                |
| Хрвати                               | Хрвати                               |                                      | 39                                   | 0,73%                                |
| Црногорци                            | Црногорци                            |                                      | 20                                   | 0,37%                                |
| Македонци                            | Македонци                            |                                      | 13                                   | 0,24%                                |
| Румуни                               | Румуни                               |                                      | 7                                    | 0,13%                                |
| Албанци                              | Албанци                              |                                      | 7                                    | 0,13%                                |
| Немци                                | Немци                                |                                      | 5                                    | 0,09%                                |
| Муслимани                            | Муслимани                            |                                      | 4                                    | 0,07%                                |
| Словенци                             | Словенци                             |                                      | 3                                    | 0,05%                                |
| Руси                                 | Руси                                 |                                      | 3                                    | 0,05%                                |
| Русини                               | Русини                               |                                      | 2                                    | 0,03%                                |
| Украјинци                            | Украјинци                            |                                      | 1                                    | 0,01%                                |
| Бугари                               | Бугари                               |                                      | 1                                    | 0,01%                                |
| непознато                            | непознато                            |                                      | 13                                   | 0,24%                                |

| \| \| м \| \| \| ж \| \| ? \| 15 \| \| \| 9 \| \| 80+ \| 40 \| \| \| 77 \| \| 75—79 \| 57 \| \| \| 130 \| \| 70—74 \| 98 \| \| \| 114 \| \| 65—69 \| 138 \| \| \| 174 \| \| 60—64 \| 143 \| \| \| 173 \| \| 55—59 \| 148 \| \| \| 159 \| \| 50—54 \| 197 \| \| \| 203 \| \| 45—49 \| 229 \| \| \| 199 \| \| 40—44 \| 193 \| \| \| 183 \| \| 35—39 \| 165 \| \| \| 153 \| \| 30—34 \| 186 \| \| \| 171 \| \| 25—29 \| 166 \| \| \| 150 \| \| 20—24 \| 198 \| \| \| 176 \| \| 15—19 \| 204 \| \| \| 177 \| \| 10—14 \| 180 \| \| \| 171 \| \| 5—9 \| 177 \| \| \| 115 \| \| 0—4 \| 136 \| \| \| 121 \| \| Просек : \| 37,6 \| \| \| 41,6 \| |      |  |  |      |
| |      |  |  |      |
| | м    |  |  | ж    |
| ? | 15   |  |  | 9    |
| 80+ | 40   |  |  | 77   |
| 75—79 | 57   |  |  | 130  |
| 70—74 | 98   |  |  | 114  |
| 65—69 | 138  |  |  | 174  |
| 60—64 | 143  |  |  | 173  |
| 55—59 | 148  |  |  | 159  |
| 50—54 | 197  |  |  | 203  |
| 45—49 | 229  |  |  | 199  |
| 40—44 | 193  |  |  | 183  |
| 35—39 | 165  |  |  | 153  |
| 30—34 | 186  |  |  | 171  |
| 25—29 | 166  |  |  | 150  |
| 20—24 | 198  |  |  | 176  |
| 15—19 | 204  |  |  | 177  |
| 10—14 | 180  |  |  | 171  |
| 5—9 | 177  |  |  | 115  |
| 0—4 | 136  |  |  | 121  |
| Просек : | 37,6 |  |  | 41,6 |

| Година пописа     | 1948. | 1953. | 1961. | 1971. | 1981. | 1991. | 2002. |
| ----------------- | ----- | ----- | ----- | ----- | ----- | ----- | ----- |
| Број домаћинстава | 1.927 | 2.103 | 2.258 | 2.209 | 2.284 | 2.045 | 1.959 |

| Број чланова      | 1   | 2   | 3   | 4   | 5   | 6  | 7  | 8 | 9 | 10 и више | Просек |
| ----------------- | --- | --- | --- | --- | --- | -- | -- | - | - | --------- | ------ |
| Број домаћинстава | 478 | 513 | 393 | 364 | 130 | 51 | 19 | 6 | 2 | 3         | 2,72   |

| Пол    | Укупно | Неожењен/Неудата | Ожењен/Удата | Удовац/Удовица | Разведен/Разведена | Непознато |
| ------ | ------ | ---------------- | ------------ | -------------- | ------------------ | --------- |
| Мушки  | 2.177  | 628              | 1.323        | 104            | 110                | 12        |
| Женски | 2.248  | 358              | 1.331        | 436            | 114                | 9         |
| УКУПНО | 4.425  | 986              | 2.654        | 540            | 224                | 21        |

| Пол    | Укупно                    | Пољопривреда, лов и шумарство | Рибарство                            | Вађење руде и камена | Прерађивачка индустрија       |
| ------ | ------------------------- | ----------------------------- | ------------------------------------ | -------------------- | ----------------------------- |
| Мушки  | 1.204                     | 375                           | 0                                    | 0                    | 533                           |
| Женски | 693                       | 176                           | 0                                    | 0                    | 302                           |
| Укупно | 1.897                     | 551                           | 0                                    | 0                    | 835                           |
|        |                           |                               |                                      |                      |                               |
| Пол    | Производња и снабдевање   | Грађевинарство                | Трговина                             | Хотели и ресторани   | Саобраћај, складиштење и везе |
| Мушки  | 9                         | 28                            | 96                                   | 5                    | 33                            |
| Женски | 2                         | 4                             | 74                                   | 9                    | 9                             |
| Укупно | 11                        | 32                            | 170                                  | 14                   | 42                            |
|        |                           |                               |                                      |                      |                               |
| Пол    | Финансијско посредовање   | Некретнине                    | Државна управа и одбрана             | Образовање           | Здравствени и социјални рад   |
| Мушки  | 2                         | 16                            | 13                                   | 11                   | 5                             |
| Женски | 2                         | 8                             | 12                                   | 36                   | 33                            |
| Укупно | 4                         | 24                            | 25                                   | 47                   | 38                            |
|        |                           |                               |                                      |                      |                               |
| Пол    | Остале услужне активности | Приватна домаћинства          | Екстериторијалне организације и тела | Непознато            | Непознато                     |
| Мушки  | 27                        | 0                             | 0                                    | 51                   | 51                            |
| Женски | 9                         | 1                             | 0                                    | 16                   | 16                            |
| Укупно | 36                        | 1                             | 0                                    | 67                   | 67                            |

## Галерија
- Римокатоличка црква Узнесење Блажене Девице Марије
- Православни храм Преображења Господњег
- Биста Јoжеф Атиле
- Дом културе Јожеф Атила
- Зграда старе апотеке
- Мађарска реформаторска црква
- Стара синагога
- Споменик Тибору Церни
- Железничка станица
- Споменик палим борцима